# باغ انار (فیلم)
باغ انار (ترکی آذربایجانی: Nar bağı) یک فیلم درام آذربایجانی محصول سال ۲۰۱۷ به کارگردانی ایلگار نجف است. این فیلم به‌عنوان نامزد جمهوری آذربایجان برای بهترین فیلم خارجی زبان در نودمین دوره جوایز اسکار انتخاب شد، اما نامزد نشد.